# Francis Preserved Leavenworth
Francis Preserved Leavenworth   (Mount Vernon, 3 de setembre de 1858 - Saint Paul, 12 de novembre de 1928) va ser un astrònom nord-americà que va descobrir nombrosos objectes del catàleg New General Catalogue/IC juntament amb Frank Muller i Ormond Stone utilitzant un telescopi refractor de 26 polzades de l'Observatori Leander McCormick en Charlottesville, Virgínia.
Esdevingué membre de la Societat Astronòmica de Camden poc després de la seva fundació el 1888. El 1909 es va incorporar a la Societat per a la pràctica de l'astronomia de Frederick C. Leonard.